# Brigade indépendante de chasseurs des Carpates
 (septembre 2017).
Si vous disposez d'ouvrages ou d'articles de référence ou si vous connaissez des sites web de qualité traitant du thème abordé ici, merci de compléter l'article en donnant les références utiles à sa vérifiabilité et en les liant à la section « Notes et références ».
La brigade indépendante de chasseurs des Carpates (en polonais : Samodzielna Brygada Strzelców Karpackich) est une unité de l'armée polonaise qui fut formée sur ordre du général Sikorski le 2 avril 1940 à Homs (alors en Syrie sous mandat français) et placée sous le commandement de Stanisław Kopański.

## Formation
Constituée sur le modèle des brigades de montagne françaises, elle était composée de :
- 2 régiments d'infanterie
- 1 régiment d'artillerie
- 1 régiment de reconnaissance
- unités de sapeurs, génie, transmissions, etc.

Elle fut placée sous le commandement du général Stanisław Kopański.
Prévue pour atteindre un effectif de 5 000 hommes, elle n'atteignit pas ce chiffre avant l'armistice de juin 1940. Les personnels polonais qui la composèrent arrivaient au compte goutte par des filières d'évasion des camps d'internement établis en Hongrie et Roumanie, principalement, après la Campagne de Pologne.

## Théâtres d'opérations
Sur ordre du général Władysław Sikorski, commandant en chef des forces armées polonaises, elle refusa l'armistice de juin 1940 et passa avec armes et bagages en Palestine, alors sous mandat britannique.
Basée d'abord à Latroun, où elle fut rééquipée et entraînée, elle fut ensuite transférée en octobre 1940 en Égypte.
En mars 1941, elle est affectée au corps expéditionnaire allié pour la bataille de Grèce, mais ne sera finalement pas envoyée sur ce théâtre.
Rassemblée à Marsa Matruh en avril 1941, elle fut transférée à Tobrouk en août de la même année. Elle se distingua pour son premier engagement sous commandement opérationnel britannique pendant le siège de Tobrouk au cours duquel ses éléments gagnèrent le sobriquet de "Rats de Tobrouk".
En mars 1942, elle fut ramenée en Palestine, où elle fut renforcée par les éléments de l'Armée du général Anders qui venaient juste d’être évacués d'Union soviétique.
Restructurée, rééquipée, elle forme l'ossature de la 3e division de chasseurs des Carpates au sein du Deuxième corps polonais.
Elle cesse officiellement d'exister le 3 mai 1942.